# Luciano Ospina
Luciano Alejandro Ospina Londoño (Medellín, 18 febbraio 1991) è un calciatore colombiano, difensore dell'Alianza.

## Carriera

### Club
La sua carriera da calciatore professionista inizia nel 2010 quando viene acquistato dall'Huracán per militare in prima squadra. Dopo aver collezionato, in due stagioni, dieci presenze e nessuna rete passa in prestito all'América de Cali.

### Nazionale
Nel 2011 viene convocato nell'Under-20 per prendere parte al campionato mondiale di calcio Under-20.